# Coppa Italia Dilettanti (Fase C.N.D.) 1992-1993
La fase C.N.D. della Coppa Italia Dilettanti 1992-1993 è un trofeo di calcio cui partecipano le squadre militanti nel Campionato Nazionale Dilettanti 1992-1993. Questa è la 12ª edizione, la prima con questo nome. La vincitrice si qualifica per la finale della Coppa Italia Dilettanti 1992-1993 contro la vincitrice della fase Eccellenza.

## Breve regolamento
Le 162 squadre del Campionato Nazionale Dilettanti 1992-1993 disputano 4 turni organizzati in gironi da tre squadre, anziché ad eliminazione diretta. Le due squadre rimaste disputano la finale in due gare andata-ritorno.

## Primo turno
| data       | GIRONE ???          | ris.  |
| ---------- | ------------------- | ----- |
| 23.08.1992 | Avigliano – Vultur  | 0 – 0 |
| 26.08.1992 | Calitri – Avigliano | ?     |
| 30.08.1992 | Vultur – Calitri    | 2 – 1 |

| Class. Girone ??? | P.ti | G | V | N | P | GF | GS | DR |
| ----------------- | ---- | - | - | - | - | -- | -- | -- |
| Vultur Rionero    | 3    | 2 | 1 | 1 | 0 | 2  | 1  | +1 |
| Avigliano         | ?    | 2 | ? | ? | ? | ?  | ?  | ?  |
| Calitri           | ?    | 2 | ? | ? | ? | ?  | ?  | ?  |

## Secondo turno
| data       | GIRONE 14                 | ris. |
| ---------- | ------------------------- | --- |
| 14.10.1992 | Battipagliese – Cerignola | 4 – 1 |
| 21.10.1992 | Cerignola – Vultur        | 4 – 0 (finita sicuramente con 4 gol di scarto poiché si arriva all'ultima giornata con DR per la Battipagliese di +3 e del Cerignola di +1) |
| 28.10.1992 | Vultur – Battipagliese    | ? – ? |

| Class. Girone 14 | P.ti | G | V | N | P | GF | GS | DR |
| ---------------- | ---- | - | - | - | - | -- | -- | -- |
| Battipagliese    | ?    | 2 | ? | ? | ? | ?  | ?  | ?  |
| Cerignola        | 2    | 2 | 1 | 0 | 1 | ?  | ?  | +1 |
| Vultur Rionero   | ?    | 2 | ? | ? | ? | ?  | ?  | ?  |

## Cammino del Treviso
Questo il cammino del Treviso:
```
PRIMO TURNO:

Sandonà 1922
-
Treviso
              0-0 

Treviso
-
Centro del Mobile
     6-1

SECONDO TURNO:

Manzanese
-
Treviso
             0-7

Treviso
-
Caerano
               3-1

TERZO TURNO:

Bassano Virtus
-
Treviso
        0-1

Treviso
-
Sassuolo
              2-0

SEMIFINALI:

Legnano
-
Treviso
               2-2

Treviso
-
Sestese
            3-1
```

## Triangolari di semifinale
| GIRONE A          | ris.  |
| ----------------- | ----- |
| Legnano - Treviso | 2 – 2 |
| Sestese - Legnano | 1 – 1 |
| Treviso - Sestese | 3 – 1 |

| Reg.  | Class. Girone A | P.ti | G | V | N | P | GF | GS | DR |
| ----- | --------------- | ---- | - | - | - | - | -- | -- | -- |
| (VEN) | Treviso         | 3    | 2 | 1 | 1 | 0 | 5  | 3  | +2 |
| (LOM) | Legnano         | 2    | 2 | 0 | 2 | 0 | 3  | 3  | 0  |
| (TOS) | Sestese         | 1    | 2 | 0 | 1 | 1 | 2  | 4  | –2 |

| GIRONE B                 | ris.  |
| ------------------------ | ----- |
| Sulmona - Cariatese      | 0 – 1 |
| Montegranaro - Sulmona   | 1 – 3 |
| Cariatese - Montegranaro | 0 – 0 |

| Reg.  | Class. Girone B    | P.ti | G | V | N | P | GF | GS | DR |
| ----- | ------------------ | ---- | - | - | - | - | -- | -- | -- |
| (CAL) | Sportiva Cariatese | 3    | 2 | 1 | 1 | 0 | 1  | 0  | +1 |
| (ABR) | Sulmona            | 2    | 2 | 1 | 0 | 1 | 3  | 2  | +1 |
| (MAR) | Montegranaro       | 1    | 2 | 0 | 1 | 1 | 1  | 3  | –2 |

## Finale
| Squadra 1                | Totale | Squadra 2     | Andata | Ritorno |
| ------------------------ | ------ | ------------- | ------ | ------- |
| (CAL) Sportiva Cariatese | 0 – 1  | Treviso (VEN) | 0 – 0  | 0 – 1   |